# Маттіас Кассе
Маттіас Кассе (фр. Matthias Casse, нар. 19 лютого 1997) — бельгійський дзюдоїст, бронзовий призер Олімпійських ігор 2020 року, чемпіон світу.

## Виступи на Олімпіадах
| Олімпіада  | Дисципліна | Місце |
| ---------- | ---------- | ----- |
| Токіо 2020 | до 81 кг   | 3     |